# Irma Ožbalt
Irma Marinčič Ožbalt, slovenska pisateljica in prevajalka, * 6. november 1926, Žužemberk.

## Življenjepis
Ožbaltova je leta 1952 diplomirala na Filozofski fakulteti v Ljubljani, nato je do 1967 na Vekšu v Mariboru poučevala angleščino in slovenščino, po 1967 pa angleščino na jezikovnih tečajih za priseljence v Montréalu. Na Univerzi McGill v Montréalu je 1977 doktorirala s tezo o izobčencih v delih kanadskega pisatelja M. Callaghana in I. Cankarja. Živi v Brossardu, Quebec, Kanada.
doktorica slovanskih jezikov in primerjalne književnosti, pisateljica
Rojena je bila v Marinčičevi družini očetu Jožetu in materi Štefaniji. Dveletna se je s starši preselila v Šempeter v Savinjski dolini, kjer je oče delal na žagi bogatega trgovca. V osnovno šolo je hodila v Šempetru, gimnazijo v Celju in Ljubljani. Po maturi se je vpisala na slavistiko ter l. 1952 diplomirala iz slovenskega in angleškega jezika s književnostjo. Pot jo je vodila v Avstralijo, nato nazaj v Slovenijo; l. 1966 se je z družino preselila v Montreal, v Kanado. Tu je 23 let predavala angleščino kot tuj jezik.
Magistrirala je z nalogo o rabi sklonov v knjižni slovenščini, doktorirala pa z disertacijo Izobčeni v delih Ivana Cankarja in Morleya Callaghana. Napisala je številne črtice, objavljene v revijah, ter dela: Mrzle peči (1994), Dež gre (1998), Anka (2008). Pomembno je tudi njeno prevajalsko delo iz slovenščine v angleščino (Voranc, Cankar) in obratno.
Njeno literarno delo iz dveh domovin nima le vrednosti, ampak tudi kulturno poslanstvo v kanadsko-slovenski zvezi. 
Živi v Montrealu, skupaj z družino. Za znano Suhokranjko je bila razglašena l. 2005.

## Literarno delo
Ožbaltova piše spominsko obarvane črtice in zgodbe, katere objavlja v Prosveti, Slovenskem koledarju in drugih časopisih, piše pa tudi črtice in novele v angleškem jeziku. Leta 1983 je v New Orleansu objavila dvojezično izdajo Vorančevih Samorastnikov (The Self-Sown). V angleščino pa je prevedla več Vorančevih črtic, med njimi tudi Solzice.
Zbirka črtic Mrzle peči je izšla pri Mohorjevi družbi, v Celju, 1994. Vsebuje sledeče črtice: Kje so tiste stezice? Mrzle peči, Rekviem za Prosvetni dom, Očetove roke, 'Prišel čas je krog Božiča', Pomladni spomin, Bodlajka, Tonačev Nac, Zvonovi zvonite! Pogovor v čebelnjaku, Frau Kotnik, Za vesele in žalostne čase, Ponižanje Petra Klepca, Stric Žane, Tista rosna jutra, Žalostinka za Maretovo Tonco, Frančka, Jabolka, Naša Ana, Popoldne v Tarpon Springs, Kaj bereš zdaj, Mila? Naš vsakdanji kruh, Čevlji, Pekova Marica, Bele glavice, Sove, Sence nad Krko, Liščki, Lojzka iz Knežje vasi, Ptiči lete na jug, Vile in travniki, Sonata za štiri violine, Gospodična Vida, Moja zgodba.
Naslednja zbirka črtic Dež gre je izšla pri Dolenjski založbi, Tiskarna Novo mesto, 1998. Prinaša črtice: Dež gre, Beli cadillac, Bingo, Vrt cvetočih azelej, Zlate orhideje, Božične razglednice s Floride, Na kraljevi gori se osipa španski bezeg, Ciklame, Z babico pečeva potico, Pomladni sprehodi, Balada o anicah. Spremno besedo je napisal Jože Škufca.